# Psychotria warmingii
Psychotria warmingii är en måreväxtart som beskrevs av Johannes Müller Argoviensis. Psychotria warmingii ingår i släktet Psychotria och familjen måreväxter. Inga underarter finns listade i Catalogue of Life.